# Butorides
Butorides är ett fågelsläkte i familjen hägrar inom ordningen pelikanfåglar. Släktet omfattar fyra arter med vid utbredning i stora delar av världen i Afrika söder om Sahara, Nord- och Sydamerika samt från Röda havet till Japan, söderut till Australien och österut till Sällskapsöarna:
- Mangrovehäger (B. atricapilla)
- Mangrovehäger (B. striata)
- Galápagoshäger (B. sundevalli)
- Grönryggig häger (B. virescens)